# Томмазо Побега
Томмазо Побега (італ. Tommaso Pobega, нар. 15 липня 1999) — італійський футболіст, півзахисник «Мілана».

## Клубна кар'єра
Вихованець клубу «Трієстіна» з рідного міста Трієст, з якої 2013 року потрапив до академії «Мілана».
23 серпня 2018 року Побега для отримання ігрової практики був відданий в оренду на сезон клубу Серії С «Тернана». 7 жовтня він дебютував у за команду в чемпіонаті, замінивши Джузеппе Вівеса на 73-й хвилині домашньої гри проти «Ренате» (1:1). 27 грудня він забив свій перший гол на дорослому рівні, відзначившись на 69-й хвилині домашньої гри чемпіонату проти «Терамо» (2:1). 9 лютого 2019 року Побега відзначився дублем у домашній грі проти «Віртуса Верони» (2:2). Загалом за сезон у «Тернані» молодий півзахисник провів 32 матчі в чемпіонаті, забивши 3 голи та віддавши 3 результативні передачі.
15 липня 2019 року Побега знову був відданий в оренду, цього разу до клубу Серії B «Порденоне» терміном до 30 червня 2020 року. 11 серпня він дебютував за нову команду і в цій же грі забив свій перший гол за клуб на 44-й хвилині домашнього матчі проти «ФеральпіСало» (1:2) у другому раунді «Кубка Італії». 26 серпня він дебютував у чемпіонаті за «Порденоне», і двічі забив у домашній грі проти «Фрозіноне» (3:0). Всього за сезон у цій команді він провів 34 гри в усіх турнірах і забив 6 голів.
24 серпня 2020 року Побега підписав новий контракт з «Міланом» до 30 червня 2025 року, а вже 23 вересня втретє був відданий в оренду, приєднавшись до новачка Серії А клубу «Спеція» терміном до 30 червня 2021 року. 27 вересня Томмазо дебютував у вищому італійському дивізіоні в домашній грі проти «Сассуоло» (1:4), а 1 листопада 2020 року Побега забив свій перший гол за «Спецію» в домашньому матчі чемпіонату з «Ювентусом» (1:4). Всього за сезон півзахисник зіграв у 20 іграх, забивши 6 м'ячів, і допоміг команді зберегти прописку в еліті.
Влітку 2021 року знову був орендований, цього разу клубом «Торіно».

## Міжнародна кар'єра
У вересні 2019 року півзахисник зіграв два матчі за збірну Італії до 20 років.
12 листопада 2020 року Побега дебютував у збірній Італії U21, в кваліфікації до молодіжного Євро-2021 проти Ісландії (2:1), забивши обидва голи за Італію. Згодом з цією командою Томмазо поїхав і на фінальну частину молодіжного чемпіонату Європи 2021 року в Угорщині та Словенії, де зіграв в усіх 4 зустрічах і в матчі чвертьфіналу проти Португалії відзначився голом, але його команда програла 3:5 у додатковий час і покинула турнір.

## Статистика кар'єри
Станом на 27 серпня 2021
| Клуб             | Сезон            | Чемпіонат        | Чемпіонат | Чемпіонат | Кубок | Кубок | Єврокубки | Єврокубки | Інше | Інше  | Усього | Усього |
| Клуб             | Сезон            | Ліга             | Ігор      | Голів     | Ігор  | Голів | Ігор      | Голів     | Ігор | Голів | Ігор   | Голів  |
| ---------------- | ---------------- | ---------------- | --------- | --------- | ----- | ----- | --------- | --------- | ---- | ----- | ------ | ------ |
| Тернана          | 2018–19          | Серія C          | 32        | 3         | 0     | 0     | -         | -         | -    | -     | 32     | 3      |
| Порденоне        | 2019–20          | Серія B          | 33        | 5         | 1     | 1     | -         | -         | -    | -     | 34     | 6      |
| Спеція           | 2020–21          | Серія А          | 20        | 6         | 0     | 0     | -         | -         | -    | -     | 20     | 6      |
| Торіно           | 2021–22          | Серія А          | 0         | 0         | 0     | 0     | -         | -         | -    | -     | 0      | 0      |
| Загальна кар'єра | Загальна кар'єра | Загальна кар'єра | 85        | 14        | 1     | 1     | -         | -         | -    | -     | 86     | 15     |

### Статистика виступів за збірну
| Дата       | Місто      | Господарі  | Результат  | Гості    | Турнір                             | Голи | Примітки  |
| ---------- | ---------- | ---------- | ---------- | -------- | ---------------------------------- | ---- | --------- |
| 12-11-2020 | Рейк'явік  | Ісландія   | 1 – 2      | Італія   | Кваліфікація молодіжного Євро-2021 | 2    |           |
| 15-11-2020 | Діфферданж | Люксембург | 0 – 4      | Італія   | Кваліфікація молодіжного Євро-2021 | -    | 45+1' 46' |
| 24-3-2021  | Целє       | Чехія      | 1 – 1      | Італія   | Молодіжне Євро-2021 - 1-й етап     | -    | 89'       |
| 27-3-2021  | Марибор    | Іспанія    | 0 – 0      | Італія   | Молодіжне Євро-2021 - 1-й етап     | -    | 35'       |
| 30-3-2021  | Марибор    | Італія     | 4 – 0      | Словенія | Молодіжне Євро-2021 - 1-й етап     | -    | 73'       |
| 31-5-2021  | Любляна    | Португалія | 5 – 3 д.ч. | Італія   | Молодіжне Євро-2021 - чвертьфінал  | 1    | 57' 75'   |
| Усього     |            | Матчів     | 6          |          | Голів                              | 3    |           |

## Титули і досягнення
- Володар Кубка Італії (1):

«Болонья»: 2024-25